# Nina Elle
Nina Elle (Ludwigshafen, región de Renania-Palatinado; 28 de abril de 1980) es una actriz pornográfica alemana.

## Biografía
Nina Elle nació en Ludwigshafen, hija de un militar estadounidense y de madre alemana. Durante su infancia, por el trabajo de su padre, se mudó varias veces entre diversas bases militares tanto en Alemania como en Estados Unidos. A los 27 años, se trasladó hasta el norte de California, donde trabajó en una gasolinera y como higienista dental.
Una noche, sintonizando en televisión el programa de Oprah, se informó sobre el mundo de las chicas webcam, y empezó a tantear con buenos resultados ese mundillo. Se hizo popular muy rápidamente, con miles de seguidores en tan solo unos meses. En esa situación, varias personas le instaron a que probara suerte en la industria del cine pornográfico.
En 2013 firmó con la agencia ATMLA y se trasladó a Los Ángeles, donde inició su carrera como actriz porno a los 33 años de edad. Al igual que otras tantas actrices que comenzaron con más de treinta años en la industria, por su físico, edad y atributos fue etiquetada como una actriz MILF.
Como actriz, ha trabajado para estudios como Jules Jordan Video, Burning Angel, Evil Angel, 21Sextury, Wicked, Lethal Hardcore, Pure Taboo, Dark X, Filly Films, Sweetheart Video, Elegant Angel, Hard X, Brazzers, Girlfriends Films, Mile High o 3d Degree.
En 2015 participó en un vídeo de la web Funny or Die junto a sus compañeras Mercedes Carrera y Nadia Styles criticando la película Cincuenta sombras de Grey, a la que acusaron de ser misógina, de estar mal escrita y mostrar "sexo sin sexo".
Algunos trabajos de su filmografía son Big Tit Fantasies 6, Cougars Crave Young Cock 4, Dirty Rotten Mother Fuckers 8, Girlfriends Teaching Girlfriends 5, Let Me Stroke You, Mother May 1 2, Pretty Kitties 2, Suck Balls 5 o Whore's Ink 2.
En 2016 fue nominada en los Premios XBIZ como Artista MILF del año, categoría por la que también estuvo nominada en los Premios AVN, donde recibió otra candidatura a la Mejor escena de trío H-M-H por la película Nina Elle is the ArchAngel.
Ha rodado más de 750 películas como actriz.

## Premios y nominaciones
| Año  | Ceremonia                   | Resultado | Premio                                        | Trabajo                    |
| ---- | --------------------------- | --------- | --------------------------------------------- | -------------------------- |
| 2014 | Inked Awards                | Nominada  | Actriz del año                                | —                          |
| 2015 | Premios AVN                 | Nominada  | Premio fan: MILF más caliente                 | —                          |
| 2015 | Premios XBIZ                | Nominada  | Artista MILF del año                          | —                          |
| 2016 | Premios AVN                 | Nominada  | Premio fan: MILF más caliente                 | —                          |
| 2016 | Premios AVN                 | Nominada  | Artista MILF del año                          | —                          |
| 2016 | Premios AVN                 | Nominada  | Mejor escena de trío H-M-H                    | Nina Elle is the ArchAngel |
| 2016 | Premios AVN                 | Nominada  | Premio fan: Mejor estrella mediática          | —                          |
| 2016 | Nightmoves                  | Nominada  | Mejor artista MILF                            | —                          |
| 2016 | Nightmoves Fan Awards       | Nominada  | Mejor artista MILF                            | —                          |
| 2016 | Spank Bank Technical Awards | Nominada  | Chupadora del año                             | —                          |
| 2016 | Spank Bank Technical Awards | Nominada  | Mejor MILF                                    | —                          |
| 2016 | Spank Bank Technical Awards | Nominada  | Chica rubia del año                           | —                          |
| 2016 | Spank Bank Technical Awards | Nominada  | Mejor coño                                    | —                          |
| 2016 | Spank Bank Technical Awards | Nominada  | Mejor despliegue físico                       | —                          |
| 2016 | Spank Bank Technical Awards | Nominada  | Sexiest Painted Lady                          | —                          |
| 2016 | Spank Bank Technical Awards | Nominada  | Best Body Built For Sin                       | —                          |
| 2016 | Spank Bank Technical Awards | Ganadora  | Actriz del año                                | —                          |
| 2016 | Premios XBIZ                | Nominada  | Artista MILF del año                          | —                          |
| 2016 | Premios XBIZ                | Nominada  | Mejor escena de sexo en película protagonista | Stockholm Syndrome         |
| 2017 | Premios AVN                 | Nominada  | Mejor escena de sexo lésbico en grupo         | Hard Reign                 |
| 2017 | Premios AVN                 | Nominada  | Artista MILF/Cougar del año                   | —                          |
| 2017 | Premios AVN                 | Nominada  | Mejor escena de trío H-M-H                    | Bikini Sex Dolls           |
| 2017 | Premios AVN                 | Nominada  | Premio fan: MILF más caliente                 | —                          |
| 2017 | Spank Bank Technical Awards | Nominada  | Most Magnificent MILF                         | —                          |
| 2017 | Spank Bank Technical Awards | Nominada  | Tightest Twat                                 | —                          |
| 2017 | Spank Bank Technical Awards | Nominada  | Best DSL (Dick Sucking Lips)                  | —                          |
| 2017 | Spank Bank Technical Awards | Nominada  | Best 'Resting Bitch' Face                     | —                          |
| 2017 | Spank Bank Technical Awards | Nominada  | Cocksucker of the Year                        | —                          |
| 2017 | Spank Bank Technical Awards | Nominada  | Facial Cum Target of the Year                 | —                          |
| 2017 | Premios XBIZ                | Nominada  | Artista MILF del año                          | —                          |
| 2017 | Premios XBIZ                | Nominada  | Mejor escena de sexo en película vignette     | A Gonzo Story: Open House  |
| 2018 | Premios AVN                 | Nominada  | Artista MILF/Cougar del año                   | —                          |
| 2018 | Premios AVN                 | Nominada  | Mejor escena escandalosa de sexo              | Jim Powers Bukkake!        |
| 2018 | Premios AVN                 | Nominada  | Mejor escena de trío H-M-H                    | MILF Life Crisis           |
| 2018 | Premios AVN                 | Nominada  | Premio fan: MILF más caliente                 | —                          |
| 2018 | Spank Bank Awards           | Nominada  | Magnificent MILF of the Year                  | —                          |
| 2018 | Spank Bank Awards           | Nominada  | Size Queen                                    | —                          |
| 2018 | Spank Bank Awards           | Nominada  | Super Squirter of the Year                    | —                          |
| 2018 | Premios XBIZ                | Nominada  | Artista MILF del año                          | —                          |
| 2019 | Premios AVN                 | Nominada  | Artista MILF/Cougar del año                   | —                          |
| 2019 | Premios AVN                 | Nominada  | Mejor actuación solo / tease                  | Bounce 2                   |
| 2019 | Premios AVN                 | Nominada  | Premio fan: MILF más caliente                 | —                          |
| 2019 | Premios XBIZ                | Nominada  | Artista MILF del año                          | —                          |
| 2020 | Premios AVN                 | Nominada  | Artista MILF/Cougar del año                   | —                          |
| 2020 | Premios XBIZ                | Nominada  | Artista MILF del año                          | —                          |
| 2020 | Premios XBIZ                | Nominada  | Mejor escena de sexo en realidad virtual      | O'Zapft is BDSM!           |